# Mary Vaders
Maria Johanna (Mary) Vaders (Den Haag, 17 november 1922 – ?, 4 januari 1996) was een verzetsstrijder in Nederland tijdens de Tweede Wereldoorlog. Zij werkte als bemiddelaar op het Arbeidsbureau in Den Haag. Daardoor zag ze kans stempels, bonkaarten, ausweisen, persoonsbewijzen en dergelijke mee te nemen en aan verzetsgroepen toe te spelen.
In een radiodocumentaire over verzet in oorlogssituaties vertelde ze hoe "razend" haar vader was op 10 mei 1940, de dag dat de "rotmoffen" Nederland binnenvielen. Ook vertelde ze hoe ze haar moeder op een mogelijke arrestatie voorbereidde. 
In juni 1944 werd ze gearresteerd en naar Kamp Vught gebracht. Vanaf september 1944 zat ze in Ravensbrück en in oktober 1944 werd ze naar Dachau getransporteerd waar ze in het Agfacommando te werk werd gesteld.
In januari 1945 staakten de vrouwen van het Agfacommando, waarschijnlijk uniek in de geschiedenis van de concentratiekampen. Mary Vaders, die ondanks druk van de Gestapo bleef weigeren de namen van de "schuldigen" aan te wijzen, werd door de SS voor straf zeven weken in de "bunker" van Dachau opgesloten. Voor zover bekend, is zij de enige vrouw die daar gevangen heeft gezeten.
Op 30 april 1945 werd ze tijdens de evacuatiemars bij Wolfratshausen door de Amerikanen bevrijd.
Tijdens haar gevangenschap schreef ze een aantal gedichten, die ze publiceerde in haar verslag Kruis, Driehoek en Nummers (dit waren de tekens die gebruikt werden om de gevangenen te identificeren). Het gedicht Een bed in Ravensbrück is opgenomen op de website van Ravensbrück.
Na de oorlog werkte Mary Vaders bij het Bureau Nationale Veiligheid. Zij was onder meer bestuurslid van de Nederlandse Vereniging van Ex-Politieke Gevangenen en van de stichting Vrouwen Comité Dachau. In juni 1988 kreeg zij een Koninklijke onderscheiding.